# 2025년 SSG 랜더스 시즌
2025년 SSG 랜더스 시즌은 SSG 랜더스가 KBO 리그에 참가한 5번째 시즌이며, SK 와이번스 시절까지 포함하면 26번째 시즌이다. 이숭용 감독이 팀을 이끈 2번째 시즌으로, 김광현이 주장을 맡았다.
NO LIMITS AMAZING LANDERS

## 코칭스태프
| 직책                  | 등번호 | 이름     |
| --------------------- | ------ | -------- |
| 1군 감독              | 71     | 이숭용   |
| 1군 수석코치          | 88     | 송신영   |
| 1군 투수코치          | 74     | 경헌호   |
| 1군 타격코치          | 72     | 강병식   |
| 1군 수비코치          | 70     | 손시헌   |
| 1군 배터리코치        | 82     | 세리자와 |
| 1군 1루 작전·주루코치 | 86     | 윤재국   |
| 1군 3루 작전·주루코치 | 84     | 조동화   |
| 1군 불펜코치          | 91     | 이승호   |
| 1군 타격보조코치      | 73     | 오준혁   |
| 1군 트레이닝코치      | 121    | 곽현희   |
| 1군 컨디셔닝코치      | 122    | 고윤형   |
| 1군 컨디셔닝코치      | 123    | 길강남   |
| 1군 컨디셔닝코치      | 124    | 송재환   |
| 1군 컨디셔닝코치      | 125    | 김상용   |
| 1군 수석스트렝스코치  | -      | 홍순범   |
| 1군 스트렝스코치      | -      | 유재민   |
| 2군 감독              | 76     | 박정권   |
| 2군 투수코치          | 89     | 류택현   |
| 2군 타격코치          | 77     | 이명기   |
| 2군 수비코치          | 80     | 와타나베 |
| 2군 배터리코치        | 83     | 스즈키   |
| 2군 작전·주루코치     | 85     | 나경민   |
| 2군 불펜코치          | 79     | 이영욱   |
| 2군 컨디셔닝코치      | -      | 이형삼   |
| 2군 스트렝스코치      | -      | 신동훈   |
| 잔류군 총괄코치       | 87     | 정진식   |
| 잔류군 투수코치       | 81     | 배영수   |
| 잔류군 야수코치       | 78     | 이윤재   |
| 잔류군 재활코치       | 75     | 윤요섭   |
| 잔류군 컨디셔닝코치   | -      | 김기태   |

## 타이틀
- 올스타 선발: 최정 (3루수)
- 올스타전 추천선수: 이로운, 조병현, 조형우
- 디시트렌드 선정 올해 그라운드를 지배할 야구 전설: 최정

## 프런트
| 직책                                  | 등번호 | 이름            |
| ------------------------------------- | ------ | --------------- |
| 구단주                                | 100    | 정용진          |
| 대표이사                              | -      | 김재섭          |
| 단장                                  | -      | 김재현 (1975년) |
| 운영팀장                              | -      | 송태일          |
| R&D 팀장                              | -      | 신민철          |
| 구단주 보좌역 겸 육성총괄             | -      | 추신수          |
| 데이터센터장                          | -      | 한승진          |
| 원정 전력분석원                       | -      | 김대진          |
| 스카우트 팀장                         | -      | 조영민          |
| 스카우트 팀장                         | -      | 김성용          |
| 스카우트팀 국제스카우트 프로젝트 리더 | -      | 진상봉          |
| 스카우트                              | -      | 김재현 (1991년) |
| 스카우트                              | -      | 남윤성          |
| 2군 매니저                            | -      | 박진우          |

## 선수 이동

### 영입
| 입단유형       | 등번호 | 이름   | 포지션   |
| -------------- | ------ | ------ | -------- |
| 신인 1R        | 32     | 이율예 | 포수     |
| 신인 2R        | 60     | 신지환 | 구원투수 |
| 신인 4R        | 90     | 천범석 | 선발투수 |
| 신인 5R        | 93     | 이원준 | 우익수   |
| 신인 6R        | 94     | 최윤석 | 3루수    |
| 신인 7R        | 95     | 김현재 | 선발투수 |
| 신인 8R        | 96     | 이도우 | 구원투수 |
| 신인 9R        | 97     | 홍대인 | 2루수    |
| 신인 10R       | 01     | 한지헌 | 선발투수 |
| 신인 11R       | 02     | 도재현 | 구원투수 |
| 자유선발       | 55     | 화이트 | 선발투수 |
| 방출 선수 영입 | 4      | 김수윤 | 3루수    |
| 부상 대체 선수 | 44     | 맥브룸 | 1루수    |

### 입대
| 복무유형 | 이름   | 포지션     |
| -------- | ------ | ---------- |
| 상무     | 신헌민 | 마무리투수 |
| 상무     | 정현승 | 우익수     |

### 전역
| 복무유형     | 이름   | 포지션   |
| ------------ | ------ | -------- |
| 현역         | 김준영 | 구원투수 |
| 육군         | 윤태현 | 구원투수 |
| 현역         | 김도현 | 구원투수 |
| 현역         | 박상후 | 구원투수 |
| 상무         | 이기순 | 구원투수 |
| 현역         | 윤성보 | 구원투수 |
| 사회복무요원 | 김건웅 | 1루수    |
| 육군         | 김민준 | 유격수   |
| 해병대       | 박세직 | 좌익수   |

### 방출
| 이름   | 포지션 | 진로 |
| ------ | ------ | ---- |
| 박대온 | 포수   | 은퇴 |
| 맥브룸 | 우익수 |      |

## 여담
- 이 시즌 팀은 원정 경기를 위해 총 6769km를 이동하여 KBO 리그에서 가장 이동 거리가 짧은 팀이 되었다.
- 김광현은 연봉 30억으로 리그 최다 연봉자였다.
- 이지영은 3월 8일 삼성 라이온즈와의 시범 경기에서 2025시즌 KBO 리그 시범 경기 1호 홈런의 주인공이 되었다.
- 앤더슨은 3월 22일 두산 베어스와의 개막전에서 2025 KBO 리그의 1호 탈삼진을 기록했다.
- 맥브룸은 KBO 리그 사상 최초의 부상 대체 외국인 타자가 되었다.
- 최정은 KBO 리그 역대 최초로 통산 1800삼진을 기록했다.
- 노경은은 6월 26일 두산 베어스와의 경기에서 통산 100홀드를 달성했다.
- 최정은 6월 27일 한화 이글스와의 경기에서 20년 연속 두 자릿수 홈런을 달성했다.
- 김강민은 만 40세 때부터의 통산 대타 타석 68타석, 외야보살 3회로 2013년 이후 KBO 리그 40대 타자 통산 최다 기록을 세웠다.
- 김강민은 이 시즌을 끝으로 은퇴하여, KBO 리그 역대 주포지션이 타자였던 선수 중 통산 최다 9이닝 당 최다 피홈런(13.50), 최고 파워-기교 지수(3) 기록을 세웠다.